# カルマ・チャコン
カルマ・チャコン・ピケーラス（Carme Chacón Piqueras IPA：[ˈkarmə tʃəˈkom piˈkeɾəs]1971年3月13日 - 2017年4月9日 ）は、スペインの政治家、第2次サパテロ内閣においてスペイン初の女性国防相に任命（2008年 – 2011年）された。カスティーリャ語読みではカルメ・チャコン。なお名のCarmeはスペイン語名のCarmen（カルメン）のカタルーニャ語対応形で、スペイン語対応名のカルメン・チャコンで呼ぶ人もいる。

## 略歴
1971年3月13日、バルセロナ近郊のアスプルガズ・ダ・リュブラガートに生まれる。
バルセロナ大学法学部を卒業後、カナダのヨーク大学オズグッド・ホール・ロー・スクール、イギリスのキングストン大学、モントリオール大学などの大学院に進学し法律を学ぶ。その後ジローナ大学で憲法学の講師を務める。

### 政界入り
1989年、わずか18歳でカタルーニャ社会党青年組織（Joventut Socialista de Catalunya）に参加。1994年にはスペイン社会労働党（PSOE）のカタルーニャ支部であるカタルーニャ社会主義者党（Partido de los Socialistas de Cataluña、PSC）に正式に入党した。1999年にはアスプルガズ・ダ・リュブラガートの自治体議員に当選、2003年まで第一副市長（人事、防犯・治安などを担当）を務める。
1996年に欧州安全保障協力機構の派遣団の一員として、ボスニア・ヘルツェゴビナを訪問、翌1997年にもアルバニアを訪問している。2000年7月にはカタルーニャ社会党の司法担当書記に任命され、そして第35回社会労働党全国大会において教育、大学、文化、研究担当書記に選出される。サパテーロの掲げる『新たな道』 に共感、そして同氏の知己を得、このころから同党の有力政治家の一人としてみなされることとなった。
2003年9月、社会労働党と翌2004年総選挙のための同党選挙委員会のスポークスマンに任命され、カタルーニャ社会党のバルセロナ選挙区の候補者リスト第2位に載せられることとなる。2004年7月第36回同党全国大会で文化担当書記に指名され、またカタルーニャ社会党の執行部内にも引き続きとどまった。

### 下院議員
2000年の総選挙ではバルセロナ選挙区から出馬、下院議員に当選。任期中は常任委員会、および教育・文化・スポーツ委員会、社会基盤委員会に配属された。2004年3月の総選挙では再選、社会労働党が政権に返り咲き、スペイン国会下院第一副議長に選出された。また2008年の総選挙ではPSCの党首を務めている。

### 大臣

#### 住宅大臣
第8回議会（VIII Legislatura de España）ではロドリゲス・サパテロ首相によって、まず不動産バブル崩壊で辞任を余儀なくされたマリーア･アントーニア・トルヒージョに替えて、住宅相に任命された。
2007年12月16日、翌年の総選挙でバルセロナ選挙区候補者リスト筆頭に載せられることが発表された。選挙では同党は46.77%の得票率で、定数31のうち16議席を獲得し、再選。1982年以来最大の議席を獲得した。

#### 国防大臣
2008年4月14日スペイン初の女性国防相に起用され注目を浴びた。この時にはすでに妊娠7ヶ月であった。
国防大臣としての最初の決定は、アフガニスタンヘラートへPKOで派遣されているスペイン軍派遣部隊への訪問であった。
5月19日には故郷で無事男児を出産した（復帰までアルフレード・ペレス・ルバルカバ内相が職務を代行）。
復帰後の6月30日にはスペイン軍（陸海空軍と治安警察隊）の4人のトップ人事を敢行した。
同年11月に実施された社会学研究センター（CIS）の調査によると、2004年以来同調査でスペイン国民に最も人気のある閣僚として名の挙がっている首相府相兼第一副首相（当時）のマリア・テレサ・フェルナンデス・デ・ラ・ベガ（María Teresa Fernández de la Vega）と人気を二分していることが報告された。
2009年3月19日コソボ駐留スペイン部隊の撤退を発表した。この発表に対してNATOのヤープ・デ・ホープ・スヘッフェル事務総長やアメリカからは事前の承認がないとして、批判された。
一方ソマリア海域で頻発する海賊問題については、インド洋に展開するスペインのトロール船に同海域での警戒活動にかかる費用の一部の負担を求めた。この問題に対する政府の姿勢に対して野党は弱腰であると非難した翌日の10月2日バスクの漁船アラクラーナが海賊に襲撃され、人質となる事件（Secuestro del barco Alakrana）が起き、11月5日3人の乗組員がソマリアに移され、船はその12日後に安全海域へ脱出した。野党国民党はこの一連の出来事に対する政府の無力さ、行き当たりばったりの行動に対して非難し、議会に対して国防相他の叱責決議を求めた。

## サパテーロ後
2011年11月の総選挙での社会労働党の敗北後、ロドリゲス・サパテーロ書記長はルバルカバ氏が求める党大会を2012年2月に開催することを発表した。社会労働党書記長へのカルマ･チャコンの立候補に関するうわさについて、11月23日党議長で副首相でもあるマヌエル・チャベスが言及した。マドリード社会党（PSM）書記長のトマス・ゴメス、そして11月末には前外務大臣のミゲル・アンヘル・モラティーノスもチャコンの出馬について言及した。12月20日の下院でのマリアーノ・ラホイの政府首班信任投票の数時間後、チャコンはフランシスコ・カーマーニョ（司法大臣）、ジュゼップ・ボレル（欧州大学院総長）、クリスティーナ・ナルボーナ（下院議員）、フアン・フェルナンド・ロペス・アギラール（欧州議会PSOE議員団代表）、ハビエル・ロッホ（上院議員、前上院議長）他との間で将来の党についての協定書に署名した。

## 私生活
2007年にジャーナリストのミゲル・バローソと結婚、2016年に離婚。
2017年4月9日、チャコンが自宅で先天性心疾患で死亡しているのが発見された。チャコンは右胸心と房室ブロックを患っていた。